# Eternal Sunshine (альбом)
Eternal Sunshine — сьомий студійний альбом американської співачки Аріани Гранде. Він був випущений 8 березня 2024 року на Republic Records. Написаний і спродюсований Аріаною Гранде, Максом Мартіном, Іллею Салманзаде та Оскаром Герресом серед інших, Eternal Sunshine — це поп і R&B альбом із впливом танцювальної музики, зокрема синті-попу та хаусу, що характеризується синтезаторами середнього темпу, тонкою гітарою та струнними елементами.
Назву альбому Гранде взяла із науково-фантастичного романтичного фільму 2004 року «Вічне сяйво чистого розуму». Вона задумала альбом як запис як про вразливість так і про розваги, натхненний її особистим життєвим досвідом. Більшість музичних критиків хвалили Eternal Sunshine за вокальне виконання Гранде та емоційну вразливість теми, тоді як деякі вважали деякі треки зайвими.
Головний сингл альбому «Yes, And?» був випущений 12 січня 2024 року; Yes, and? дебютувала на вершині Billboard Hot 100 як восьма пісня Аріани Гранде що зайняла перше місце у Сполучених Штатах. Другий сингл " We Can't Be Friends (Wait for Your Love) " був випущений разом з альбомом. Гранде просувала і обговорювала альбом у програмах, які вели радіоведучі Зак Санг і Зейн Лоу, та була музичним гостем програми Saturday Night Live 9 березня 2024 року.
Розширене видання альбому, що включає версії чотирьох треків зі стандартного альбому, вийшло 10 березня 2024 року; у додаткових треках звучать австралійський співак Трой Сіван і американська співачка Мерайя Кері.

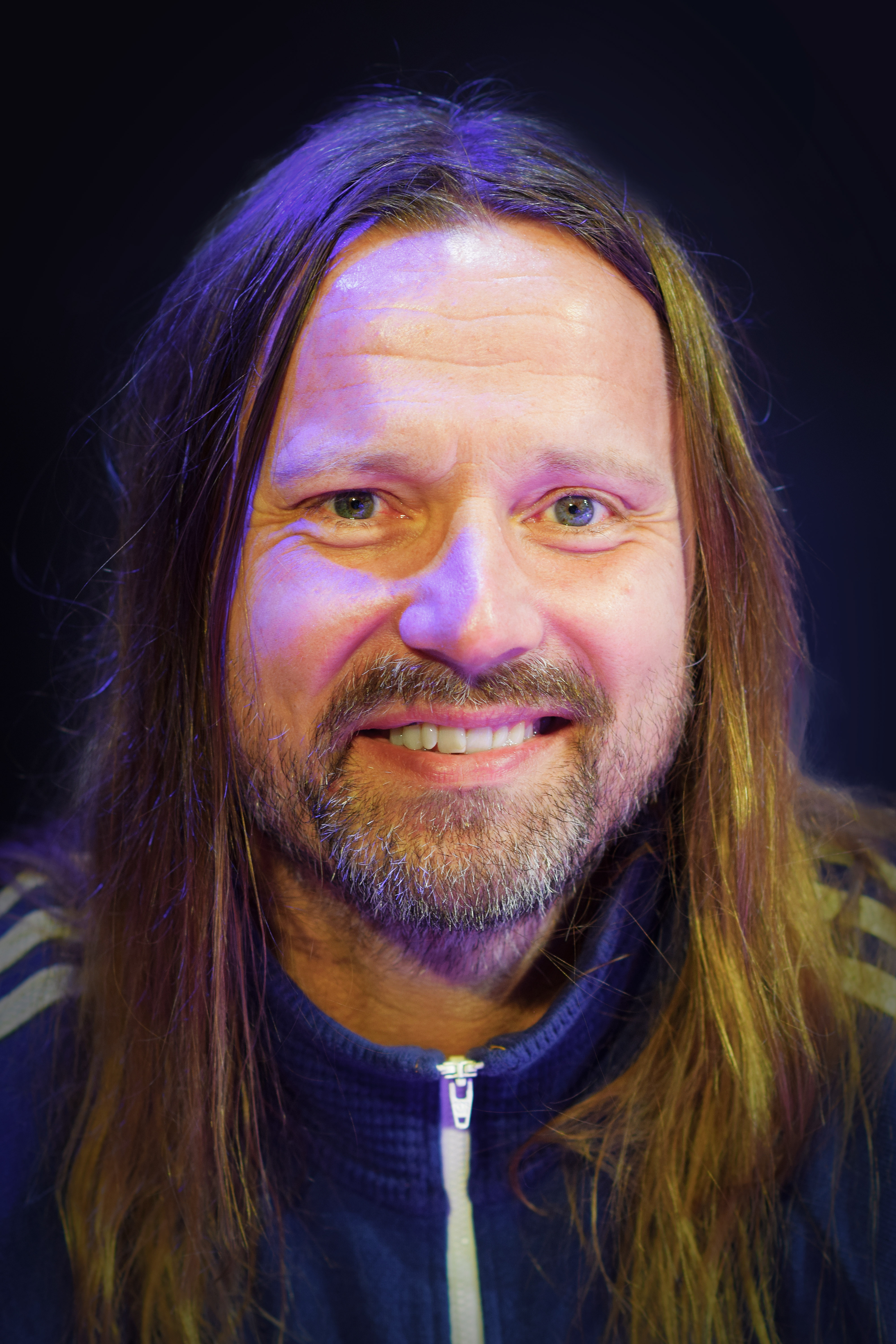
Макс Мартін продюсував 11 треків на Eternal Sunshine

12 травня 2022 року, через 19 місяців після випуску її шостого студійного альбому Positions (2020), Аріана Гранде пояснила, що не буде записувати інший альбом, доки не закінчить зйомки Wicked (2024), екранізації бродвейського мюзиклу з однойменною назвою, в якому вона зображує персонаж Глінду . У жовтні 2023 року вона вперше жартома натякнула на майбутній альбом, опублікувавши в Instagram підпис «ag7: мама-коза». Набір знімків включав її фотографію зі шведським продюсером і давнім партнером Максом Мартіном у Jungle City Studios у Нью-Йорку.
7 і 17 грудня Гранде поділилася серією фотографій і відеокліпів, на яких Аріана працювала в студії звукозапису, і редагувала аудіофайли. На відміну від попередніх епох, вона спеціально заявила, що для майбутньої платівки не буде попередньо випускати фрагментів пісень. 27 грудня співачка підтвердила вихід альбому у 2024 році через соцмережі. У своєму Instagram вона опублікувала карусель із відео, на яких вона плаче в студії звукозапису, а її мати Джоан танцює під її нову пісню. Вона підписала пост «До зустрічі наступного року» та відмітила кілька акаунтів, зокрема шведського музиканта Іллю Салманзаде, режисера музичних кліпів Крістіана Бреслауера та Republic Records. Вона назвала фотографію, на якій вона плаче, і іншу, на якій зображено її танці, «двома настроями альбому». Пакунки з помадою On Your Collar від REM Beauty у відтінку «Attention», включаючи розфокусовані червоні губи Гранде зблизька та підпис до публікації в Instagram, яку вона зробить через кілька днів після доставки, були надіслані шанувальникам.
17 січня 2024 року Гранде анонсувала альбом, його назву Eternal Sunshine і дату виходу в своїх соціальних мережах.

## Концепція
Гранде описала Eternal Sunshine як "своєрідний концептуальний альбом ", що містить «різноманітні фрагменти однієї історії, того самого досвіду». Вона пояснила, що запис охоплює від «справді вразливих» пісень до грайливих треків, у яких вона показує «те, якою люди іноді очікують що я буду, і веселиться з цим».
Венді Голдштейн, співпрезидент Republic Records, описала платівку як «піднесену версію» попередніх альбомів Гранде, назвавши її втіленням " Sweetener зустрічає […] Thank U, Next ".
У відео, опублікованому в її соціальних мережах, де вона переглядає деякі пісні з альбому персоналу Republic Records, Гранде розповіла, що вона «прийшла [до студії]» і почала працювати над записом у вересні 2023 року — після страйку SAG-AFTRA зйомки Wicked були тимчасово призупинені. Крім того, вона розповіла, що працювала з Максом Мартіном кілька тижнів, а також займалася виробництвом самостійно. У листопаді були організовані «правильні» записи вокалу та оркестровки. Робота над альбомом завершилася наприкінці грудня 2023 року .
Посилаючись на період створення Eternal Sunshine, Гранде заявила, що «все начебто просто виливалося і відбувалося дуже швидко».

## Музика і слова
Eternal Sunshine — це поп- та R&B -альбом, який містить елементи танцювальної музики, особливо синті-попу та хаус-музики . Хелен Браун з The Independent описала його як «повільний шиплячий поп», що складається з синтезаторів середнього темпу, струнних і приглушеної гітари. Джем Асвад з Variety відчув, що Мартін і Салманзаде наповнили альбом «дуже шведською атмосферою та структурою треків», натхненними класичним попом, стилем, нетиповим для англо-американських музикантів. У ліричному плані альбом являє собою поєднання як «ультравпевнених, так і повністю самопринизливих» тем, натхненних особистими стосунками Гранде. Billboard описав це як інтроспективний запис, у якому Гранде розмірковує про себе, коли їй виповнюється 30 років.

## Випуск і просування
Republic Records випустили Eternal Sunshine 8 березня 2024 року Він був виданий через потокове передавання, завантаження, п'ять варіантів компакт-дисків і шість варіантів вінілових платівок. Попередні замовлення почали приймати 17 січня, у день анонсу альбому. 10 березня цифрове розкішне видання альбому під назвою «Slightly Deluxe» було несподівано випущено через веб-магазин Гранде; містить чотири бонус-треки, включаючи ремікс «Supernatural» з Трой Сіваном і попередньо випущений ремікс Mariah Carey " Yes, And? ".

### Маркетинг
Трек-лист альбому був оприлюднений не відразу. Гранде оприлюднила назви пісень і порядок їх треків в окремі дні, починаючи з 27 січня 2024 року, з треками 1, 5 і «Yes, And?» як трек 9. Доріжки 2, 6 і 10 були оприлюднені 7 лютого, потім доріжки 3, 7 і 11 17 лютого і доріжки 4, 8, 12 і 13 27 лютого Крім того, 27 лютого Гранде опублікувала деякі тексти з альбому у своїх соціальних мережах. 6 березня 2024 року вийшов тизер альбому, на якому співачка зображена на фотосесії для однієї з обкладинок
Гранде з'явилася на шоу Зака Санга для інтерв'ю, що складається з двох епізодів, щоб обговорити альбом. Перший епізод вийшов 27 лютого 2024 року і був зосереджений навколо творчого процесу. Другий епізод був випущений 8 березня, де Гранде детально описує кожну пісню. Вона також з'явилася на Apple Music 1 для інтерв'ю Зейна Лоу, яке транслювалося 7 березня 2024 року.

### Назва та твір
Назва альбому є відсиланням до фільму Eternal Sunshine of the Spotless Mind (2004). У ньому знявся Джим Керрі, шанувальником якого, як заявила Гранде, і в чиєму шоу "Жартую " вона була запрошеною зіркою. Заголовок Eternal Sunshine був використаний через два яйця-райця . Перше було у початковій сцені кліпу головного синглу «Yes, And?». На ньому зображена червона картка з абревіатурою «AG7» на лицьовій стороні та географічними координатами 41,0359° пн.ш., 71,9545° зах.д., згаданими під нею, які вказують на розташування Монтока, штат Нью-Йорк, ключового місця дії фільму. Друге — коли Гранде поділилася кількома рядками поеми Олександра Поупа «Елоїза» до Абеляра у своєму Instagram, зокрема: «Вічне сяйво чистого розуму!».
Було випущено сім варіантів обкладинки Eternal Sunshine : стандартна вінілова обкладинка, чотири варіації DTC на веб-сайті Гранде, ексклюзивна обкладинка компакт-диска для роздрібної торгівлі (яка також служить обкладинкою синглу « Так, і?») і ексклюзивна ціль у США. Штати На цифровій обкладинці зображено потилицю Гранде, одягнену в біле вбрання та зі світлим волоссям, зібраним у хвіст, яка лежить на плечі так само одягненої жінки, яка « клон себе». Три обкладинки та "Yes, And? ", були оприлюднені разом з анонсом альбому. Три альтернативні обкладинки, що залишилися, були представлені протягом січня та лютого. У рекламних матеріалах альбому Гранде одягається в одяг Maison Margiela — a біле боді та пара червоних тюлевих рукавичок. Вона заявила, що різні обкладинки «відображають емоційні злети та падіння альбому».

### Сингли
«Yes, And?», головний сингл Eternal Sunshine, було випущено 12 січня 2024 року через потокові сервіси. Він також був випущений у форматах 7-дюймовий, одиночний компакт-диск і касета . Супровідний відеокліп до пісні, режисером якого став Крістіан Бреслауер, було випущено того ж дня через канал Vevo Гранде на YouTube. Гранде дражнила фанатів назвою пісні за кілька днів до релізу, коли вона була сфотографована в світшоті з назвою на передній частині. «Так, і?» дебютував на вершині Billboard Hot 100, позначивши восьмий сингл Гранде на першому місці в США. Він також очолив рейтинг Global 200, Global Excl. US, і Canadian Hot 100 ; і потрапив до першої п'ятірки в Австралії, Ірландії, Новій Зеландії та Великобританії. Було випущено кілька версій і міксів пісні, включаючи ремікс за участю Мерайї Кері в лютому.
5 лютого Гранде оголосила через свої соціальні мережі, що після «Yes, And?» більше не буде випущено попередніх синглів. Вона подумала, що перед випуском наступних синглів вона хотіла, щоб шанувальники «відчули [ Eternal Sunshine ] у повній мірі цього разу».
" We Can't Be Friends (Wait for Your Love) " був випущений 8 березня 2024 року як другий сингл з альбому, разом із супровідним музичним відео в тандемі з релізом альбому.

### Виступи
Гранде з'явилася як музичний гість в епізоді Saturday Night Live 9 березня 2024 року . Це була її третя поява в шоу та перша з 2016 року. Вона виконала «We Can't Be Friends (Wait for Your Love)» і «Imperfect for You».

## Реакція критиків
На Metacritic, який призначає нормалізований бал зі 100 балів оцінкам від професійних видань, Eternal Sunshine отримав середньозважену оцінку 83 на основі дев'яти рецензій, що вказує на «загальне визнання».
У схвальній рецензії Бріттані Спанос з Rolling Stone відзначила Eternal Sunshine як «одну з найчесніших і винахідливих музичних творів у своїй кар'єрі» і охрестила альбом «миттєвою класикою». Нік Левін ' NME, Ніл З. Єнг з AllMusic, Лора Снейпс з The Guardian і Ліндсі Золадз ' The New York Times назвали цей альбом одним із найсильніших, витончених альбомів Гранде, підкреслюючи сприйману зрілість його теми. Далі Снейпс описав альбом як проникливий запис «після розлучення».
Джем Асвад з Variety та Мері Сірокі з Consequence підкреслили «сирий», стриманий вокал Гранде, який, на їхню думку, зосереджувався на текстурі, а не на демонстрації її вокального діапазону. Золадз прокоментував, що Eternal Sunshine є одним із «текстурно послідовних» релізів Гранде. Навпаки, Хелен Браун з The Independent вважала цей вокальний тон досить розмовним, позбавленим «сильних мелодичних перешкод».
У більш прохолодних рецензіях Поппі Платт з The Daily Telegraph і Девід Кобболд з The Line of Best Fit вважали альбом «витонченим» поп-записом, хоча й з деякими невтішними треками та простими текстами. Siroky також помітила відсутність концептуального фокусу в текстах, хоча вона вважала, що це було метою Гранде в альбомі. Сал Чінквемані журналу Slant погодився з Платтом у критиці Eternal Sunshine за те, що вони не вийшли за межі знайомих музичних стилів Гранде. Томас Х. Грін з The Arts Desk висловив подібну думку; він відчував, що деякі пісні були несуттєвими і не вразили б тих, хто не фанів, навіть незважаючи на те, що альбом цілісний і має свої сильні моменти.
Кілька критиків високо оцінили роботу Мартіна, підкреслюючи його стилістичний вплив на «Eternal Sunshine».

## Комерційний успіх
У день свого релізу Eternal Sunshine отримав 58,1 мільйона відтворень на Spotify у всьому світі, досягнувши рекорду за кількістю відтворень за один день для альбому в 2024 році.

## Трек-лист
| Eternal Sunshine – Standard edition | Eternal Sunshine – Standard edition        | Eternal Sunshine – Standard edition | Eternal Sunshine – Standard edition          | Eternal Sunshine – Standard edition | Eternal Sunshine – Standard edition |
| #                                   | Назва                                      | Автор слів                          | Автор музики                                 | Producer(s)                         | Тривалість                          |
| ----------------------------------- | ------------------------------------------ | ----------------------------------- | -------------------------------------------- | ----------------------------------- | ----------------------------------- |
| 1.                                  | «Intro (End of the World)»                 | Ariana Grande                       | Grande Shintaro Yasuda Nick Lee Aaron Cheung | Grande Yasuda Lee Aaron Paris       | 1:32                                |
| 2.                                  | «Bye»                                      | Grande Max Martin                   | Grande Martin Ilya Salmanzadeh               | Grande Martin Ilya                  | 2:44                                |
| 3.                                  | «Don't Wanna Break Up Again»               | Grande Martin                       | Grande Martin Ilya                           | Grande Martin Ilya                  | 2:54                                |
| 4.                                  | «Saturn Returns Interlude»                 | Diana Garland                       | Grande Martin Ilya                           | Grande Martin Ilya Will Loftis      | 0:42                                |
| 5.                                  | «Eternal Sunshine»                         | Grande                              | Grande Martin Yasuda David Park              | Grande Martin Ilya Yasuda Davidior  | 3:30                                |
| 6.                                  | «Supernatural»                             | Grande                              | Grande Martin Oscar Görres                   | Grande Martin Görres                | 2:43                                |
| 7.                                  | «True Story»                               | Grande Martin                       | Grande Martin                                | Grande Martin Ilya                  | 2:43                                |
| 8.                                  | «The Boy Is Mine»                          | Grande Martin                       | Grande Martin Yasuda Park                    | Grande Martin Ilya Yasuda Davidior  | 2:53                                |
| 9.                                  | «Yes, And?»                                | Grande                              | Grande Martin Ilya                           | Grande Martin Ilya                  | 3:34                                |
| 10.                                 | «We Can't Be Friends (Wait for Your Love)» | Grande                              | Grande Martin Ilya                           | Grande Martin Ilya                  | 3:48                                |
| 11.                                 | «I Wish I Hated You»                       | Grande                              | Grande Ilya                                  | Grande Ilya                         | 2:33                                |
| 12.                                 | «Imperfect for You»                        | Grande Martin                       | Grande Martin Ilya Peter Kahm                | Grande Martin Ilya                  | 3:02                                |
| 13.                                 | «Ordinary Things» (featuring Nonna)        | Grande Marjorie Grande              | Grande Lee Luka Kloser                       | Grande Lee Martin Kloser            | 2:48                                |
| 35:26                               |                                            |                                     |                                              |                                     |                                     |

| Eternal Sunshine – Slightly Deluxe edition | Eternal Sunshine – Slightly Deluxe edition | Eternal Sunshine – Slightly Deluxe edition |
| #                                          | Назва                                      | Тривалість                                 |
| ------------------------------------------ | ------------------------------------------ | ------------------------------------------ |
| 14.                                        | «Supernatural» (remix; with Troye Sivan)   | 2:43                                       |
| 15.                                        | «Imperfect for You» (acoustic)             | 3:02                                       |
| 16.                                        | «True Story» (a cappella)                  | 2:43                                       |
| 17.                                        | «Yes, And?» (remix; with Mariah Carey)     | 3:35                                       |
| 47:23                                      |                                            |                                            |

## Персонал
Музиканти
- Ariana Grande — основний вокал, бек-вокал (усі пісні); зведення (track 4)
- Shintaro Yasuda — клавішні, зведення (пісні 1, 5, 8); барабани (5, 8)
- Nick Lee — клавішні, зведення, тромбон (пісні 1, 13); бас гітара, барабани (13)
- Aaron Cheung — бас гітара, гітара, зведення, синтезатор, скрипка (пісня 1)
- Max Martin — клавішні (пісні 2, 3, 5–10, 12); бек-вокал, бас гітара, барабани (2, 3, 5, 7–10, 12); гітара (2, 7, 10, 12), зведення (3, 5–10, 12)
- Ilya — бек-вокал, бас гітара, клавішні, зведення (пісні 2–5, 7–12); гітара (2, 7, 10, 12), синтезатор (3), піаніно (5, 9)
- Mattias Bylund — струнні аранжування, струнні, синтезатор (пісні 2, 3); glockenspiel, духові (2)
- Tomas Jonsson — тенор саксофон (пісні 2, 3)
- Peter Jonasson — тромбон (пісні 2, 3)
- Magnus Johansson — труба, скрипка (пісні 2, 3)
- Karl Guner — струнні аранжування, синтезатор (пісні 2, 3)
- Janne Bjerger — труба (пісні 2, 3)
- Hanna Helgegren — скрипка (пісні 2, 3)
- Erik Arvinder — скрипка (пісні 2, 3)
- Wojtek Goral — альто саксофон (пісня 2))
- Michael Engström — бас гітара (пісня 2)
- Lou Carrao — бас гітара (пісня 2)
- David Bukovinszky — віолончель (пісня 2)
- Per Strandberg — гітара (пісня 2)
- Davidior — клавішні (пісня 5); барабани, зведення (8)
- Oscar Görres — бас гітара, гітара, клавішні, перкусія, зведення (пісня 6)
- Shellback — барабани (пісня 7)
- Davide Rossi — віолончель, струнні аранжування, альт, скрипка (пісня 10)
- Luka Kloser — бас гітара, барабани, клавішні, зведення (пісня 13)

технічний
- Ренді Меррілл — мастеринг
- Serban Ghenea — зведення (треки 1–3, 5–13)
- Ілля — зведення (трек 4)
- Сем Голланд — інженерія
- Лу Каррао — інженерія
- Bryce Bordone — допомога у зведенні (доріжки 1–3, 5–13)
- Ерік Ейланд — інженерна допомога
- Роб Селленс — інженерна допомога (доріжки 2–5, 7–13)

## Історія випуску
| Регіон          | Дата            | Формат(и)            | Версія      | Мітка    | Прим.         |
| --------------- | --------------- | -------------------- | ----------- | -------- | ------------- |
| Інші            | 8 березня 2024  |                      | Стандартний | Republic | [ 70 ] [ 71 ] |
| Сполучені Штати | 10 березня 2024 | Цифрове завантаження | Трохи люкс  | Republic | [ 72 ]        |
| Інші            | 11 березня 2024 | Потокове передавання | Трохи люкс  | Republic | [ 73 ]        |